# Rue Dupont-de-l'Eure
La rue Dupont-de-l'Eure est une voie du 20e arrondissement de Paris, en France.

## Situation et accès
La rue Dupont-de-l'Eure est une voie publique située dans le 20e arrondissement de Paris. Elle débute au 115, avenue Gambetta et se termine au 102, rue Villiers-de-l'Isle-Adam.
Le quartier est desservi par la ligne 3 bis à la station Pelleport.

## Origine du nom

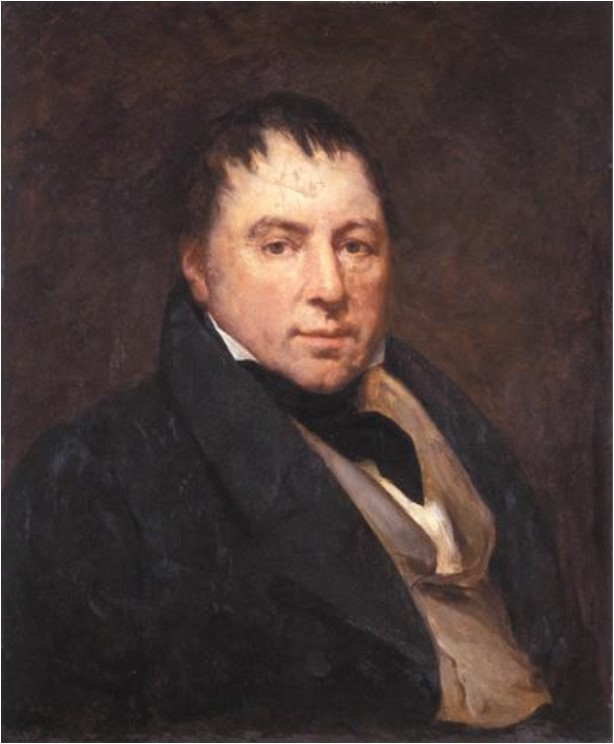
Jacques Charles Dupont de l'Eure, portrait peint par Ary Scheffer (vers 1830-1831), musée d'Évreux.

Elle porte le nom de l'homme politique français Jacques Charles Dupont dit de l'Eure (1767-1855), qui fut président du gouvernement provisoire de 1848.

## Historique
Cette voie, initialement une partie de la rue des Hautes-Gatines indiquée sur le plan cadastral de 1812 de la commune de Charonne et devenue une partie de la rue Orfila, est classée dans la voirie parisienne par le décret du 23 mai 1863 et prend sa dénomination actuelle par un arrêté du 26 décembre 1893.
Elle est prolongée en 1912 sous le nom de « rue Dupont-de-l'Eure-prolongée » avant de prendre la dénomination de « rue Dupont-de-l'Eure ».

## Bâtiments remarquables et lieux de mémoire

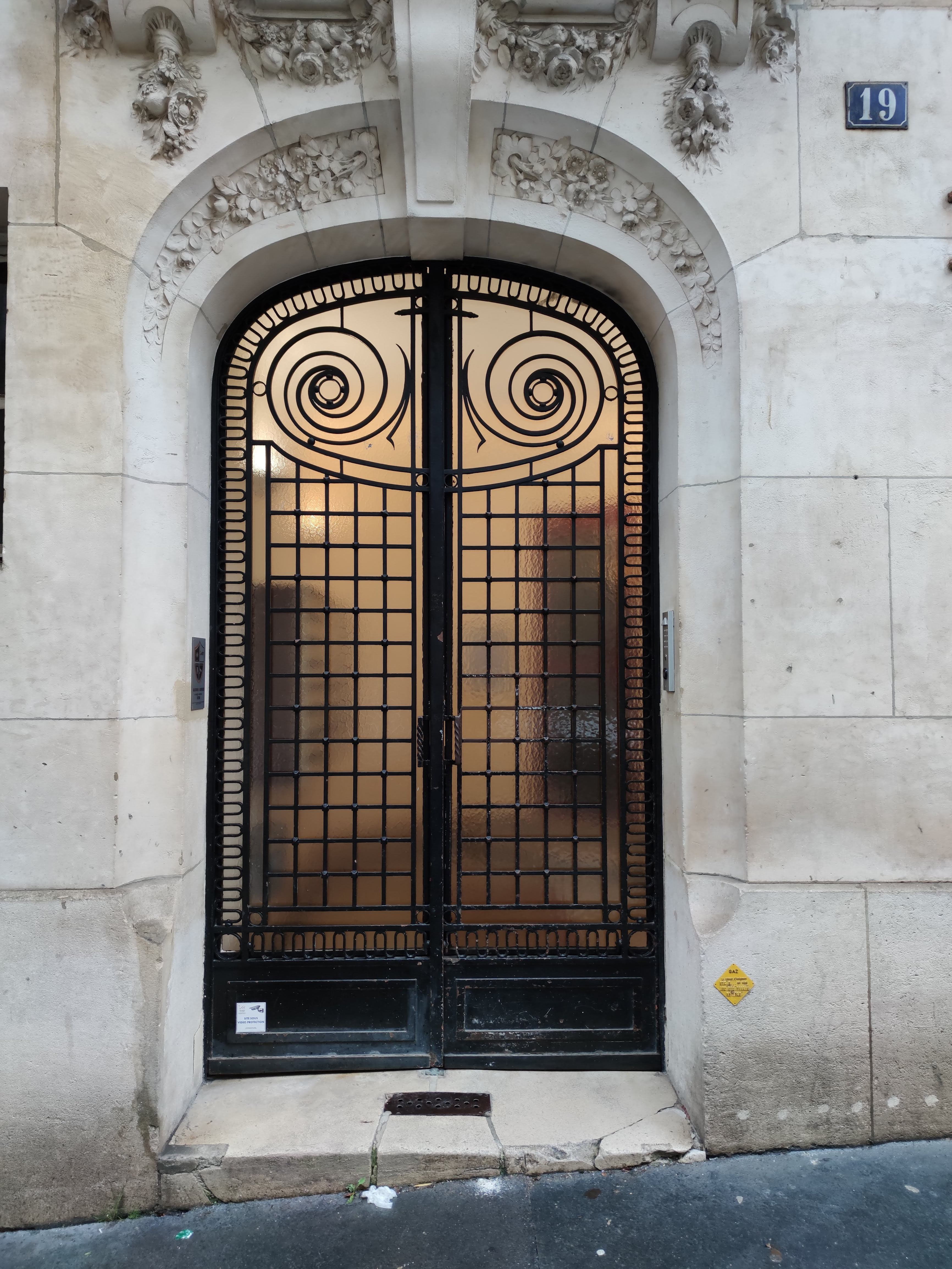
No 19 : entrée de l'immeuble.

- No 20 : lieu de réunion d’un groupe de résistants des PTT[1] constitué dès 1940 par Marcel Renaudin, Marie-Thérèse Fleury[2] et Jean Bévillard[3]. Ces deux derniers sont arrêtés en 1942[4].